# Winnipeg-Sud
Circonscription électorale fédérale du Canada
Winnipeg-Sud est une circonscription électorale fédérale canadienne dans la province du Manitoba. Elle comprend la partie sud de la ville de Winnipeg de part et d'autre de la rivière Rouge.
Sa population est de 76 871 dont 60 430 électeurs sur une superficie de 116 km². Les circonscriptions limitrophes sont Winnipeg-Centre-Sud, Saint-Boniface, Provencher, Portage—Lisgar et Charleswood—St. James—Assiniboia.

## Historique
La circonscription de Winnipeg-Sud a été créée en 1914 d'une partie de la circonscription de Winnipeg. Abolie en 1976, elle fut redistribuée parmi Provencher, Winnipeg—Assiniboine et Winnipeg—Fort Garry. 
La circonscription de Winnipeg-Sud réapparut en 1987 avec des parties de Winnipeg—Assiniboine et de Winnipeg—Fort Garry.
1917 - 1979
| Législature                                                                | Années    | Député       | Député                     | Parti                     |
| -------------------------------------------------------------------------- | --------- | ------------ | -------------------------- | ------------------------- |
| Winnipeg-Sud issue de Winnipeg                                             |           |              |                            |                           |
| 13e                                                                        | 1917–1921 |              | George William Allan       | Unioniste                 |
| 14e                                                                        | 1921–1925 |              | Albert Hudson              | Libéral                   |
| 15e                                                                        | 1925–1926 |              | Robert Rogers              | Conservateur              |
| 16e                                                                        | 1926–1930 |              | John Stewart McDiarmid     | Libéral                   |
| 17e                                                                        | 1930–1935 |              | Robert Rogers (2)          | Conservateur              |
| 18e                                                                        | 1935–1940 |              | Leslie Mutch               | Libéral                   |
| 19e                                                                        | 1940–1945 |              | Leslie Mutch               | Libéral                   |
| 20e                                                                        | 1945–1949 |              | Leslie Mutch               | Libéral                   |
| 21e                                                                        | 1949–1953 |              | Leslie Mutch               | Libéral                   |
| 22e                                                                        | 1953–1957 |              | Owen Trainor               | Progressiste-conservateur |
| 23e                                                                        | 1957–1958 | Gordon Chown |                            | Progressiste-conservateur |
| 24e                                                                        | 1958–1962 | Gordon Chown |                            | Progressiste-conservateur |
| 25e                                                                        | 1962–1963 | Gordon Chown |                            | Progressiste-conservateur |
| 26e                                                                        | 1963–1965 |              | Margaret Konantz           | Libéral                   |
| 27e                                                                        | 1965–1967 |              | Bud Sherman                | Progressiste-conservateur |
| 28e                                                                        | 1968–1972 |              | James Armstrong Richardson | Libéral                   |
| 29e                                                                        | 1972–1974 |              | James Armstrong Richardson | Libéral                   |
| 30e                                                                        | 1974–1978 |              | James Armstrong Richardson | Libéral                   |
| 30e                                                                        | 1978-1979 |              | James Armstrong Richardson | Indépendant               |
| Redistribuée parmi Provencher, Winnipeg—Assiniboine et Winnipeg—Fort Garry |           |              |                            |                           |

1988 - .......
| Législature                                                     | Années        | Député | Député         | Parti                     |
| --------------------------------------------------------------- | ------------- | ------ | -------------- | ------------------------- |
| Recréée à partir de Winnipeg—Assiniboine et Winnipeg—Fort Garry |               |        |                |                           |
| 34e                                                             | 1988–1993     |        | Dorothy Dobbie | Progressiste-conservateur |
| 35e                                                             | 1993–1997     |        | Reg Alcock     | Libéral                   |
| 36e                                                             | 1997–2000     |        | Reg Alcock     | Libéral                   |
| 37e                                                             | 2000–2004     |        | Reg Alcock     | Libéral                   |
| 38e                                                             | 2004–2006     |        | Reg Alcock     | Libéral                   |
| 39e                                                             | 2006–2008     |        | Rod Bruinooge  | Conservateur              |
| 40e                                                             | 2008–2011     |        | Rod Bruinooge  | Conservateur              |
| 41e                                                             | 2011–2015     |        | Rod Bruinooge  | Conservateur              |
| 42e                                                             | 2015–2019     |        | Terry Duguid   | Libéral                   |
| 43e                                                             | 2019–2021     |        | Terry Duguid   | Libéral                   |
| 44e                                                             | 2021–2025     |        | Terry Duguid   | Libéral                   |
| 45e                                                             | 2025–en cours |        | Terry Duguid   | Libéral                   |

## Résultats électoraux
Modèle:Élection générale canadienne de 2025 — Winnipeg-Sud
|       | Candidat          | Parti        | # de voix | % des voix |
|       | Gordon Giesbrecht | Conservateur | +16 709,  | 34,67 %    |
|       | Terry Duguid      | Libéral      | +28 096,  | 58,29 %    |
|       | Brianne Goertzen  | NPD          | +02 404,  | 4,99 %     |
|       | Adam Smith        | Vert         | +00990,   | 2,05 %     |
| Total | Total             | Total        | 48 199    | 100 %      |

|       | Candidat          | Parti        | # de voix | % des voix |
|       | (x) Rod Bruinooge | Conservateur | +22 840,  | 52,24 %    |
|       | Terry Duguid      | Libéral      | +14 296,  | 32,7 %     |
|       | Dave Gaudreau     | NPD          | +05 693,  | 13,02 %    |
|       | Caitlin McIntyre  | Vert         | +00889,   | 2,03 %     |
| Total | Total             | Total        | 43 718    | 100 %      |

|       | Candidat              | Parti        | # de voix | % des voix |
|       | (x) Rod Bruinooge     | Conservateur | +19 943,  | 48,84 %    |
|       | John Loewen           | Libéral      | +14 108,  | 34,55 %    |
|       | Sean Robert           | NPD          | +04 671,  | 11,44 %    |
|       | David Cosby           | Vert         | +01 936,  | 4,74 %     |
|       | Heidi Loewen-Steffano | Héritage     | +00173,   | 0,42 %     |
| Total | Total                 | Total        | 40 831    | 100 %      |